# Rogue (компания)
Rogue (прежнее название Rogue Pictures) — независимая кинокомпания.

## История
Компания Rogue Pictures была создана как дочерняя компания PolyGram Pictures, но в 2000 году компания прекратила свою деятельность, тогда Universal Pictures купила её. В 2004 году компания была восстановлена в подразделении Focus Features, тогда она в основном занималась продвижением боевиков и триллеров.
В 2005 году Universal Pictures расширил деятельность Rogue Pictures для того, чтобы компания ориентировалась выпускать десять фильмов в год. Позднее Universal и Rogue подписали контракт для совместного финансирования и продвижения фильмов на 5 лет.
В 2008 году Relativity Media принимает решение о покупке Rogue. В 2009 году состоялась сделка по приобретению кинокомпании. На момент покупки Rogue Pictures зарекомендовала себя с положительной стороны: четыре фильма уже были в прокате и более 30 проектов были в области развития.

## Фильмы
- Оргазмо (1997)
- Убийства в Черри-Фолс (2000)
- Зомби по имени Шон (2004)
- Потомство Чаки (2004)
- Лоботрясы (2005)
- Американский пирог 4: Музыкальный лагерь (2005)
- Нападение на 13-й участок (2005)
- Денни цепной пёс (2005)
- Волк-одиночка (2005)
- Блок Пати[англ.] (2006)
- Перехват[англ.] (2006)
- Американский пирог 5: Голая миля (2006)
- Бесстрашный (2006)
- Месть (2006)
- Попутчик (2007)
- Типа крутые легавые (2007)
- Шары ярости (2007)
- Американский пирог 6: Переполох в общаге (2007)
- Белый шум 2: Сияние (2008)
- Судный день (2008)
- Незнакомцы(2008)
- Нерождённый (2009)
- Последний дом слева (2009)
- Бой без правил (2009)
- Идеальный побег (2009)
- Супер Макгрубер (2010)
- Забери мою душу (2010)
- Скайлайн (2010)
- Путь воина (2010)
- Время ведьм (2011)
- Отвези меня домой (2011)
- Области тьмы (2011)
- Челюсти 3D (2011)
- Movie 43 (2013)
- Незнакомцы: Жестокие игры (2018)